# Wipeout HD
Wipeout HD (стилизовано как wipEout HD) — компьютерная игра в жанре гонок, разработанная Studio Liverpool и выпущенная её материнской компанией Sony Computer Entertainment в 2008 году эксклюзивно для консоли PlayStation 3. Игра является восьмой в серии Wipeout.

## Игровой процесс
Игра представляет собой аркадную гоночную игру. Основная цель игрока — участвовать в различных состязаниях, проходящих в рамках чемпионата гоночной лиги FX350, и побеждать на них, пилотируя один из болидов 12 представленных в игре команд. Болиды и трассы взяты из предыдущих игр серии: Wipeout Pure и Wipeout Pulse. Болид каждой команды немного различается по таким характеристикам, как управляемость, тяга, максимальная скорость и сила щита. Все болиды наделены специальными тормозами, которые позволяют проходить острые углы трасс, не теряя при этом много скорости.
Во время гонки, пилоты могут подбирать оружие и защитные средства для того, чтобы замедлить и уничтожить своих противников, либо защитить себя соответственно. Если энергия щита болида игрока достигнет критической отметки, то он взорвётся и гонка будет сразу засчитана как проигранная. Энергию щита можно восстанавливать, поглощая подобранный на трассе бонус.
Дополнение Fury, выпущенное в 2009 году, добавляет 8 новых трасс, 13 моделей болидов и три режима игры, два из которых доступны для онлайн-игры.

### Музыка
В базовой Wipeout HD присутствует девять песен от разных исполнителей электронной музыки. Дополнение Fury добавило шесть новых песен. Игра также поддерживает проигрывание собственной музыки, если она обнаружит аудиофайлы на консоли. Ниже представлен список песен из полной версии игры вместе с дополнением:
| Песня                        | Исполнитель               |
| ---------------------------- | ------------------------- |
| «Steady Rush»                | Booka Shade               |
| «X-Project (100 % Pure Mix)» | DJ Fresh                  |
| «Aero Dynamik»               | Kraftwerk                 |
| «Exceeder (Special Mix)»     | Mason                     |
| «Smart Systems»              | MIST                      |
| «Chemical»                   | Move Ya! & Steve Lavers   |
| «Seven Stitches»             | Noisia                    |
| «Machine Gun»                | Noisia                    |
| «Tokyo»                      | Stanton Warriors          |
| «Frontline»                  | Ed Rush, Optical & Matrix |
| «Swagger»                    | Gingy                     |
| «Just Hiss»                  | Spector                   |
| «Acetone»                    | The Crystal Method        |
| «Marmite»                    | Two Fingers               |
| «Le Night Dominator»         | The Touch                 |

## Выпуск игры
Игра была выпущена в цифровом виде 25 сентября 2008 года в Европе и Северной Америке, а в Японии — 29 октября того же года. Физическое издание игры, включающее в себя дополнение Fury, было выпущено 14 октября в России и 16 октября 2009 года в других европейских странах.
Wipeout HD Fury стала одной из бесплатных игр, предоставляемых в рамках программы Welcome Back после отключения PlayStation Network в 2011 году.

## Отзывы
| Сводный рейтинг    | Сводный рейтинг  |
| Агрегатор          | Оценка           |
| ------------------ | ---------------- |
| GameRankings       | 87,52 %          |
| Metacritic         | 87/100           |
| Иноязычные издания |                  |
| Издание            | Оценка           |
| 1UP.com            | A                |
| Eurogamer          | 9/10             |
| GameSpot           | 7,5/10           |
| IGN                | 9/10 9,2/10 (UK) |
| VideoGamer         | 9/10             |
| TVG                | 8/10             |

Игра получила положительные отзывы после выхода. Критики хвалили графику, динамичный игровой процесс и музыкальное сопровождение игры.
| Сводный рейтинг | Сводный рейтинг |
| Агрегатор       | Оценка          |
| --------------- | --------------- |
| GameRankings    | 90,80 %         |